# João Batista Rodrigues
João Batista Rodrigues é um político brasileiro do estado de Minas Gerais. Foi deputado estadual em Minas Gerais na 12ª legislatura sendo eleito pelo PDT.